# Качиркова, Ирена
Ирена Качиркова (чеш. Irena Kačírková; 24 марта 1925, Прага — 26 октября 1985, там же) — чешская и чехословацкая актриса

 театра, кино и телевидения. Заслуженная артистка Чехословакии (1967).

## Биография
Родилась в семье богатого меховщика. С юности увлекалась театром. После окончания гимназии в 1942 году, в 1943—1944 годах выступала в Моравско-Силезском чешском театре в Остраве. Затем поступила в Государственную пражскую консерваторию (1945—1948), окончила только что созданный Театральный факультет Академии музыкальных искусств в Праге. В 1949 году играла на сцене Реалистического театра, через год перешла в Городские театры Праги.
Выступала в пьесах Мольера, Ю. Зейера, Д. Кьюсак, Иржи Магена и др. Помимо необычайной красоты, Качиркова обладала ещё и качественной речью и культурой движения, и, что немаловажно, превосходно пела. В театре играла в основном в зарубежном репертуаре («Мизантроп», «Венецианская вдова», «Как важно иметь Филиппа», «Третье кольцо»), но ей удавались и драматические роли («Ричард III», "Мария Стюарт) с обворожительным благородством, часто снималась в мюзиклах. Пик карьеры пришёл на пороге сорокалетнего возраста в середине 1960-х годов.
Снялась в более, чем 55 кино, телефильмах и сериалах.
В 1981 году Качирковой сделали операцию на желудке, но истинный диагноз — рак — она узнала лишь несколько лет спустя.

## Избранная фильмография
- 1947 — Tři kamarádi — Zdeňka Hanušová
- 1947 — Alena
- 1948 — Svědomí — Vlasta
- 1954 — Návštěva z oblak — Alena
- 1954 — Жил-был король — принцесса Драгомира
- 1954 — Severní přístav— Tesařová
- 1954 — Представление состоится! — Мария
- 1956 — Nevěra — Sylvie
- 1956 — Kudy kam? — učitelka Růžena Koskubová
- 1957 — Případ ještě nekončí — dr. Kafková
- 1958 — O věcech nadpřirozených — Martička Karasová
- 1958 — Dnes naposled — Magda Řeháková
- 1959 — Tři tuny prachu — zpěvačka
- 1959 — Zkouška pokračuje — Káťa Müllerová
- 1959 — Letiště nepřijímá — Hochmanová
- 1960 — Laterna magika II — konferenciérka
- 1963 — Икар-1 — Бригитта
- 1964 — Старики на уборке хмеля — учительница
- 1964 — Povídky o dětech — učitelka
- 1965 — Pět miliónů svědků — Faltysová
- 1966 — Bílá paní — Белая дама
- 1972 — Свадьба без колец — Хедва Павлинкова, мать Алены
- 1976 — Тридцать случаев майора Земана
- 1984 — Sladké starosti — Šimonova matka